# Age of Mythology: The Titans
Age of Mythology: The Titans là Bản mở rộng duy nhất của trò chơi chiến thuật thời gian thực Age of Mythology được phát triển bởi Ensemble Studios và được phát hành vào 30 tháng 9 năm 2003.
Ở bản mở rộng The Titans, nền văn hóa thứ tư được thêm vào, bao gồm Atlanteans và ba vị thần mới. Ngoài ra còn có các đơn vị mới, công trình mới và sức mạnh mới. Cũng có nhiều tính năng mới ở bản mở rộng này.